# Emily Visagie
Pour les articles homonymes, voir Visagie.
Emily J. Visagie, née le 8 janvier 1998 à Durban, est une nageuse sud-africaine.

## Carrière
Emily Visagie remporte aux Championnats d'Afrique de natation 2021 à Accra la médaille d'or sur 100 et 200 mètres brasse et sur 4 × 100 mètres quatre nages et la médaille d'argent sur 200 mètres quatre nages.
Elle obtient aux Championnats d'Afrique de natation 2022 à Tunis la médaille d'or sur 200 mètres 4 nages, sur 4 × 100 mètres nage libre et sur 4 × 100 mètres 4 nages.